# Терновка (Сумская область)
Терновка (укр. Тернівка) — село,
Терновский сельский совет,
Конотопский район,
Сумская область,
Украина.
Код КОАТУУ — 5922088101. Население по переписи 2001 года составляло 645 человек.
Является административным центром Терновского сельского совета, в который не входят другие населённые пункты.

## Географическое положение
Село Терновка находится на берегу реки Терн,
выше по течению примыкает село Ракитное,
ниже по течению на расстоянии в 2 км расположено село Сорока (Бурынский район).
Река в этом месте пересыхает, на ней сделана большая запруда.
Село вытянуто вдоль реки на 9 км.

## История
- Село Терновка основано в XVII веке.

## Экономика
ТОВ «Вітчизна»

## Объекты социальной сферы
- Школа.
- Клуб.
- Фельдшерско-акушерский пункт.
- Сельской совет